# Netch
Netch, né le 7 septembre 1985, est un auteur de bande dessinée belge.

## Biographie
Netch naît le 7 septembre 1985,.
En 2008, il s'inscrit à l'école supérieure des arts Saint-Luc de Liège. Pendant ses études, il s'autoédite avec Un mauvais sort qu'il publie en 2009. Après des études, Netch devient en 2011 assistant de Midam, créateur des séries Kid Paddle et Game Over. Cela conduit Netch à collaborer à plusieurs revues. En 2011, ses premiers travaux sont publiés dans le magazine Jade et collabore avec Nicolas Hardy au journal de Spirou.
En 2013, il réalise divers jeux pour Le Journal de Mickey ainsi qu'il anime Zostère, le reporter dans Deuzio, le supplément week-end du journal L'Avenir. Il publie son autobiographie en bande dessinée Recorder — où les personnages ont des apparences animales — à compte d'auteur en 2014.
De 2014 à 2015, Spirou publie 49 gags de sa série humoristique Bulbox mais Dupuis n'en publie pas le recueil. L'album Bulbox t. 1 : Tu m'prends la tête sort aux éditions Kramiek en 2015. Pour Super Pif,, il dessine six courts récits de Placid et Muzo sur un scénario de François Corteggiani de 2015 à 2016. En 2017, Casterman publie le premier volume de sa reprise de Sibylline, bande dessinée franco-belge classique créée par Raymond Macherot,. L'année suivante, il dessine et assure la mise en couleurs du second tome des Nouvelles aventures de Sibylline : Le Vampire de la Lune Rousse toujours sur un scénario du même François Corteggiani.
Parallèlement, il réalise l'affiche de la Fête de la BD et du livre pour enfants d'Andenne en 2015 ainsi que celle des 9e journées de la BD de Saint-Saturnin-lès-Avignon en 2017.

## Albums publiés
- Un mauvais sort, auto-édition, 2009  (ISBN 9782960091809).
- Game Over (participation au dessin avec d'autres auteurs), avec Midam (dessin et scénario), Mad Fabrik :

8. Cold case affaires glacées, 2012  (ISBN 9782930618258).
9. Bomba fatale, 2012  (ISBN 9782930618302).
- Grrreeny (participation au dessin avec d'autres auteurs), avec Midam (dessin et scénario) et Patelin (scénario), Glénat, coll. « Mad Fabrik » :

1. Vert un jour, vert toujours, 2012  (ISBN 9782930618210).
2. Un cadeau de la nature[13], 2013  (ISBN 9782930618456).

- Magnétophone[14], Les éditions Poivre & Sel, coll. « Jalapeño », 2013  (ISBN 9782875470249).
- Recorder, auto-édition, 2014  (ISBN 9782960091816).
- Bulbox t. 1 : Tu m'prends la tête[15],[16], Kramiek, 2015  (ISBN 9782889339990).
- Les Nouvelles Aventures de Sibylline (dessin), avec François Corteggiani (scénario), Casterman :

1. Le Secret de Mélanie Chardon[17],[18],[19], Casterman, 2017  (ISBN 9782203109148).
2. Le Vampire de la Lune Rousse[9], Casterman, 2018  (ISBN 9782203109582).

#### Livres
: document utilisé comme source pour la rédaction de cet article.
- Philippe Mellot, Michel Denni, Laurent Turpin et Isabelle Morzadec, Trésors de la bande dessinée : BDM 2022-2023 - Catalogue encyclopédique et Argus, Paris, Les Arènes, novembre 2022, 23e éd., 1677 p., ill. ; 23 cm (ISBN 9791037507280, OCLC 1351462460, présentation en ligne), p. 219, 566, 780, 1147. .

#### Périodiques
- Damien Perez, « En direct de la rédak : Les petits bonheurs de Netch », Spirou, Dupuis, no 4031,‎ 15 juillet 2015, p. 18 (ISSN 0771-8071).

#### Articles
- « Interview de Netch, auteur de Bulbox », Éditions Paquet,‎ 3 décembre 2001 (lire en ligne, consulté le 2 janvier 2023).